# Електрион
Електрион, (грч. Elektryon; лат. Electryon) је био микенски краљ, син јунака Перзеја и његове жене Андромеде.
У Грчке митове је ушао пре свега због свог порекла, а и зато што је био отац Алкемене, која је са Зевсом имала сина Херакла.
Славу унука, највећег јунака Грчких митова, Електрион није доживео, јер је на свадбеној свечаности, због неколико грла стоке, био убијен од зета Амфитрона.